# Marian Guzek
Marian Guzek (ur. 16 października 1933 w Złakowie Borowym, zm. 15 lutego 2020) – polski ekonomista, prof. dr hab., uczestnik opozycji antykomunistycznej w latach 50. XX wieku.

## Życiorys
W czasie nauki w Liceum Pedagogicznym w Łowiczu zaangażował się w działalność antykomunistyczną, za co w 1952 został aresztowany i skazany na karę 7 lat pozbawienia wolności. Karę odbywał w zakładach karnych w Łodzi, Sieradzu, Jaworznie i Rawiczu oraz obozie pracy w kopalni „Czeladź”. W 1961 ukończył studia w Wyższej Szkole Ekonomicznej w Poznaniu. W 1964 obronił pracę doktorską Zasada kosztów komperatywnych a planowanie międzynarodowej specjalizacji krajów RWPG napisaną pod kierunkiem Seweryna Kruszczyńskiego, następnie uzyskał stopień doktora habilitowanego. W latach 1962–1982 był pracownikiem Wyższej Szkoły Ekonomicznej (od 1974) Akademii Ekonomicznej w Poznaniu, był także zatrudniony w Instytucie Koniunktur i Cen Handlu Zagranicznego. W 1982 został zatrudniony w nowo utworzonej Sekcji Ekonomii na Wydziale Nauk Społecznych Katolickiego Uniwersytetu Lubelskiego, został pierwszym kierownikiem powstałej w latach 80. Katedry Międzynarodowych Stosunków Gospodarczych. 16 listopada 1984 nadano mu tytuł profesora w zakresie nauk ekonomicznych. Pracował też w Akademii Finansów i Biznesu Vistula, w Wyższej Szkole Zarządzania i Marketingu na Wydziale Zarządzania i Marketingu, oraz w Katedrze Międzynarodowych Stosunków Politycznych na Wydziale Ekonomii i Zarządzania Uczelni Łazarskiego w Warszawie.
Zmarł 15 lutego 2020.

## Odznaczenia
- Medal „Pro Memoria”[1]